# Archistratiomys luctifera
Archistratiomys luctifera är en tvåvingeart som beskrevs av Philippi 1865. Archistratiomys luctifera ingår i släktet Archistratiomys och familjen vapenflugor. Inga underarter finns listade i Catalogue of Life.